# Acacia hexaneura
Acacia hexaneura là một loài thực vật có hoa trong họ Đậu. Loài này được P.J.Lang & R.S.Cowan miêu tả khoa học đầu tiên.